# Gouvernement Transnistrien

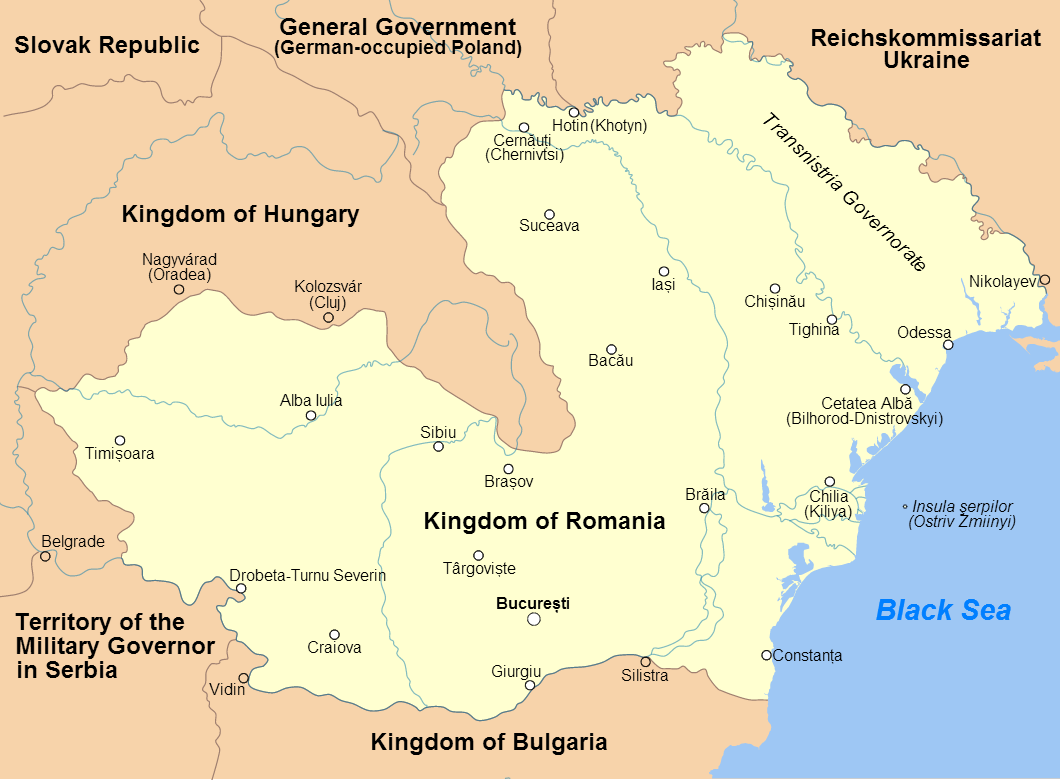
Territorien unter rumänischer Verwaltung 1941 bis 1944, ganz im Osten das Gouvernement Transnistrien, östlich des Dnister (Nistru)

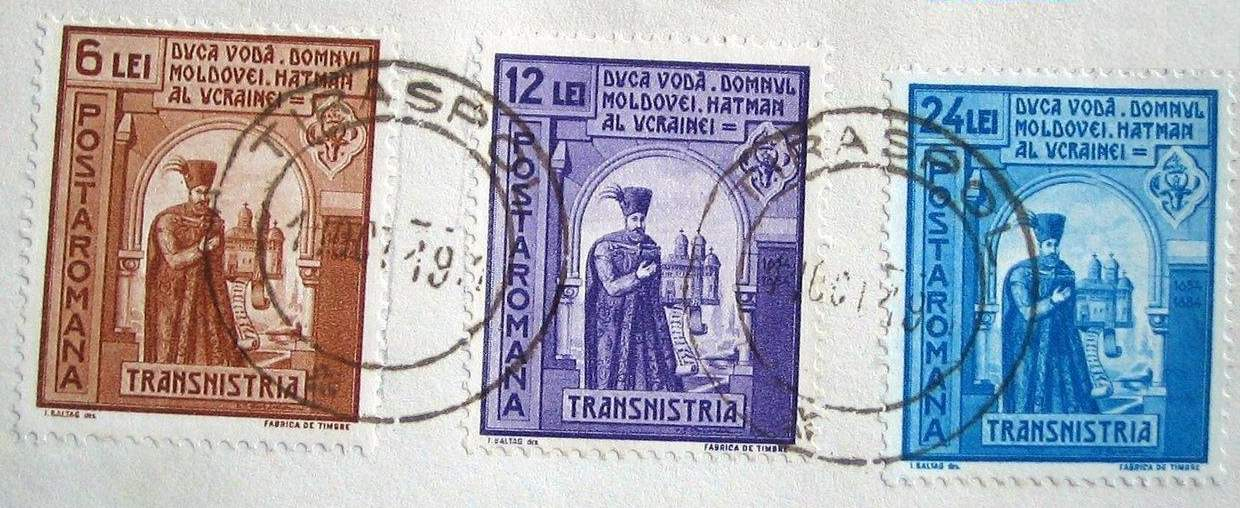
Rumänische Briefmarken Ende 1941, die in Transnistrien zu dieser Zeit im Umlauf waren

Das Gouvernement Transnistrien (rumänisch Guvernământul Transnistriei) war in der Zeit des Zweiten Weltkrieges von 1941 bis 1944 die Verwaltungseinheit eines von Rumänien besetzten Gebietes zwischen den Flüssen Dnister und Bug, das zuvor zur Sowjetunion gehört hatte. Es umfasste bei einer Ausdehnung von etwa 350 × 120 km eine Fläche von rund 42.000 km² und war mit 2 Millionen Menschen relativ dünn besiedelt. Darunter waren vorwiegend Ukrainer, sowie Russen (in den Städten), Rumänen (etwa 10 %, meistens entlang des Dnisters, wo sie vielerorts eine Mehrheit bildeten), Armenier, Bulgaren, Gagausen und rund 331.000 Juden. Die meisten der Schwarzmeerdeutschen (etwa 130.000 bis 1941) waren vor dem Einmarsch der rumänischen und deutschen Truppen im Sommer 1941 nach Zentralasien und Sibirien zwangsumgesiedelt worden. Die größte Stadt war Odessa, das um 1900 etwa 350.000 Einwohner hatte, davon 50 % Russen und 32 % Juden. Das damalige Transnistrien liegt heute größtenteils im Südwesten der Ukraine und zu einem wesentlich kleineren Teil in der völkerrechtlich zur Republik Moldau gehörenden separatistischen Region Transnistrien.

## Vorgeschichte
Bis zum Frieden von Jassy 1792 gehörte der Süden der Region zwischen Dnestr und Südlichen Bug bzw. zwischen Otschakow und Balta zum Osmanischen Reich, ihr südlicher Teil war als Jedisan bekannt.
Von 1366 bis zur zweiten Teilung Polens 1793 gehörte Podolien, die Region nördlich des Jedisan, zum Königreich Polen. Nach 1793 gehörte das Gebiet zum Russischen Reich und nach dem Ersten Weltkrieg zur Sowjetunion.
Nach dem Verlust Bessarabiens an Rumänien war von den Sowjetrussland und die Sowjetukraine beherrschenden Kommunisten 1924 am Ostufer des Dnjestr die Moldauische Autonome Sozialistische Sowjetrepublik geschaffen worden, deren Hauptorte Balta und Tiraspol waren.

## Eroberung und Besatzung
Am 22. Juni 1941 begann der deutsche Überfall auf die Sowjetunion durch das Unternehmen Barbarossa. Im südlichen Bereich in der Bukowina und in Bessarabien begann der Angriff erst am 2. Juli 1941. Beteiligt waren die deutsche 11. Armee (100.000 Mann) und die rumänische 3. sowie 4. Armee (200.000 Mann). Am 27. Juli erreichten die Truppen den Dnister und stießen auf das Gebiet Transnistriens vor, dessen Eroberung bis hin zum Bug im August 1941 abgeschlossen war. Die Schlacht um Odessa dauerte noch bis Oktober 1941 an.
Verwaltungsgliederung
Im August 1941 wurde in der Vereinbarung von Tighina zwischen Rumänien und dem Deutschen Reich das Gebiet Transnistrien an Rumänien angeschlossen. Nach der am 19. August 1941 auf Anordnung von Ion Antonescu eingerichteten rumänischen Verwaltung wurden die vormals 64 bestehenden sowjetischen Rajone übernommen und in folgenden 13 Kreisen (Județ) zusammengefasst, die Rajone wurden diesen unterstellt:

Verwaltungsgliederung in 13 Bezirke (Karte nicht genordet)

- Kreis Ananiev
  - Stadt Ananiev
  - Rajon Ananiev
  - Rajon Cernova
  - Rajon Petroverovca
  - Rajon Sfânta Troițca
  - Rajon Siraievo
  - Rajon Valea Hoțului
- Kreis Balta
  - Stadt Balta
  - Stadt Berșad
  - Rajon Balta
  - Rajon Berșad
  - Rajon Cicelnic
  - Rajon Obadovca
  - Rajon Olgopol
  - Rajon Pesceana
  - Rajon Savrani
- Kreis Berezovca
  - Stadt Berezovca
  - Rajon Berezovca
  - Rajon Landau
  - Rajon Mostovoi
  - Rajon Veselinovo
- Kreis Dubăsari
  - Stadt Dubăsari
  - Stadt Grigoriopol
  - Rajon Ciorna
  - Rajon Dubăsari
  - Rajon Grigoriopol
  - Rajon Ocna
  - Rajon Zaharievca
- Kreis Golta
  - Stadt Golta
  - Rajon Crivoe-Oziero
  - Rajon Domaniovca
  - Rajon Golta
  - Rajon Liubașovca
  - Rajon Vradievca
- Kreis Jugastru
  - Stadt Iampol
  - Rajon Cernovăț
  - Rajon Crijopol
  - Rajon Iampol
  - Rajon Tomaspol
- Kreis Moghilău (auch Movilău)
  - Stadt Moghilău
  - Stadt Șmerinca
  - Rajon Balchi
  - Rajon Copaigorod
  - Rajon Crasnoe
  - Rajon Iarișev
  - Rajon Sargorod
  - Rajon Șmerinca
  - Rajon Stanislavcic
- Kreis Oceacov
  - Stadt Oceacov
  - Rajon Crasna
  - Rajon Oceacov
  - Rajon Varvarovca
- Kreis Odessa
  - Stadtkreis Odessa
  - Rajon Antono-Codincevo
  - Rajon Blagujevo
  - Rajon Ianovca
  - Rajon Odessa
- Kreis Ovidiopol
  - Stadt Ovidiopol
  - Rajon Balaevca
  - Rajon Franzfeld
  - Rajon Ovidiopol
  - Rajon Vigoda
- Kreis Râbnița
  - Stadt Bârzula
  - Stadt Râbnița
  - Rajon Bârzula
  - Rajon Camenca
  - Rajon Codâma
  - Rajon Piesceanca
  - Rajon Râbnița
- Kreis Tiraspol
  - Stadtgemeinde Tiraspol
  - Rajon Grosulova
  - Rajon Razdelnaia
  - Rajon Selz
  - Rajon Slobozia
  - Rajon Tebricovo
  - Rajon Tiraspol
- Kreis Tulcin
  - Stadt Tulcin
  - Rajon Braslav
  - Rajon Spicov
  - Rajon Trostineț
  - Rajon Tulcin

## Deportation und Vernichtung der Juden und Roma
Nach der Besetzung Transnistriens durch Rumänien und das Deutsche Reich im August 1941 wurden in das Gebiet Juden deportiert. Sie stammten vor allem aus Bessarabien und Czernowitz und waren auf Befehl von Ion Antonescu ausgewiesen worden. Die Deportationen begannen am 15. September 1941 und dauerten bis in den Herbst 1942. Die meisten Juden, die die Massaker in Bessarabien und der Bukowina überlebt hatten, wurden in Todesmärschen hierher getrieben und interniert. Es wurden zwischen 150.000 und 185.000 Juden und Roma deportiert. Am 13. Oktober 1942 brachen die Rumänen die Deportationen ab. Die Betroffenen wurden etwa 100 Orten zugewiesen, wo man sie in eigenen Wohnbereichen oder Lagern ghettoisierte und einer Arbeitspflicht unterzog. Einige Lager trugen die Bezeichnung Todeslager, wobei am bekanntesten das Lager Bogdanowka war. Andere Lager gab es beim Dorf Vazdovka (Kreis Ljubaschiwka), in Domaniwka und in Perwomajsk (Golta).
In Transnistrien wurden die Deportierten ihrem Schicksal überlassen. Vor allem im harten Winter 1941/42 starben Zehntausende an Hunger, Krankheiten und Entkräftung. In der Folgezeit gelang es jüdischen Organisationen mit Einwilligung Antonescus den Deportierten Hilfe zu leisten. Dennoch überlebten etwa 90.000 rumänische Juden die Lager nicht.
Im Winter 1941/42 deportierte die rumänische Gendarmerie mehrere zehntausend Personen der jüdischen Bevölkerung aus Odessa. Sie trieben sie in das Siedlungsgebiet der Schwarzmeerdeutschen in Richtung Bug und überließen sie teilweise ohne Bewachung sich selbst. Unter den Deportierten breitete sich massiv Fleckfieber aus. Im Siedlungsgebiet der Schwarzmeerdeutschen lebten etwa 130.000 Volksdeutsche in 228 Dörfern, die von der rumänischen Verwaltung ausgenommen waren. Sie unterstanden dem Sonderkommando R (Russland) mit Sitz in Landau, das zur SS-Organisation Hauptamt Volksdeutsche Mittelstelle gehörte. Leiter war ab Juli 1941 Horst Hoffmeyer. Bei einigen Überfällen volksdeutscher Siedler auf die Deportationszüge wurden unter Waffengewalt den geschwächten Menschen Wertgegenstände geraubt. Auf Befehl des Sonderkommandos R tötete der volksdeutsche Selbstschutz etwa 3.000 hilflose jüdische Personen am Wegesrand.
Am Fluss Bug kam der Zug der Deportierten zum Stehen. Nach Rücksprache des Sonderkommando R mit der Volksdeutschen Mittelstelle (VoMi) wurde – u. a., da man den Ausbruch von Seuchen befürchtete – ihre Ermordung beschlossen. Die Einsatzgruppen lehnten ab, da Transnistrien unter rumänischer Hoheit stand. Beim Dorf Beresowka erschossen und verbrannten Angehörige des Selbstschutzes sowie der VoMi über mehrere Wochen die Deportierten. Bewohner der deutschen Dörfer waren Zeugen und stellten auch Pferdefuhrwerke zum Transport der Opfer. Die Leichen wurden auch in Kalkbrennöfen beseitigt. Die Wertgegenstände der Opfer wurden in deutschen Dörfern verteilt. Die genaue Zahl der Tötungen ist nicht bekannt, einigen Angaben zufolge sollen es 52.000 gewesen sein. Aus einer Notiz des Auswärtigen Amtes geht hervor, dass im Winter 1941/42 rund 28.000 Juden in deutsche Dörfer gebracht und liquidiert wurden.

## Umsiedlung der Transnistriendeutschen
Als die Rote Armee 1944 auf das Gebiet vorrückte, begann die Umsiedlung der ca. 130.000 Transnistriendeutschen. Unter Leitung des SS-Sturmbannführers Bruno Müller wurden die Vorbereitungen in aller Stille getroffen. Es wurden Pläne vorbereitet, in denen Marschwege, Abmarschzeiten, Verpflegstellen, Flussübergänge, Auffangräume usw. genau festgelegt waren. Da der Treck nur mit landesüblichen Fahrzeugen vor sich gehen konnte, mussten Wagen, Geschirre und Pferde beschafft werden. Ein Dorf, das in Gruppen von zu je 10 Fuhren unterteilt war, bildete einen Treck. Etwa 20 Trecks waren zu einer Marschsäule, die ein Bereichskommando bildete, zusammengefasst.
Am 14. März 1944 wurde der Befehl zum Abmarsch für das erste deutsche Dorf gegeben, und am 28. März hatten die letzten Volksdeutschen ihre Heimat verlassen.

## Rückeroberung durch die Rote Armee
Als die sowjetischen Truppen sich im Sommer 1944 Transnistrien näherten und deutsche Truppen in Rumänien geschlagen hatten, wurde den Deportierten die Rückkehr gestattet. Viele der Überlebenden kehrten in den Jahren 1945 und 1946 nach Rumänien zurück.
Im Verhältnis zur Zahl der Opfer ist Transnistrien in Verbindung mit der Vernichtung der Juden (Shoa) heute kaum ein Begriff in Westeuropa. Das liegt zum Teil daran, dass Transnistrien heute auf keiner Karte zu finden ist und auch kein Ort wie z. B. Auschwitz oder Treblinka ist, sondern als regionale Bezeichnung ausschließlich von Deutschen und Rumänen zwischen 1941 und 1944 verwendet wurde. Auch die Namen der einzelnen Lager wie Bogdanowka, Achmetschetka, Domanewka und Pechora sind kaum bekannt.